# Sherut Avir
El Servicio Aéreo (en hebreo: שירות האוויר) (Sherut Avir) era la fuerza aérea de la Haganá, el Sherut Avir posteriormente se convirtió en la Fuerza Aérea Israelí.

## Historia
El servicio aéreo se estableció el 10 de noviembre de 1947 y su comandante era el judío Joshua Eshel. Una placa conmemorativa se encuentra donde estaba la sede del servicio aéreo, en la calle Montefiore, de Tel Aviv. 
La unidad se estableció debido a que la Haganá necesitaba tener una fuerza aérea de combate, para defender y ofrecer seguridad a los habitantes del Yishuv. Los pilotos del servicio aéreo, eran veteranos de las fuerzas aéreas aliadas y hombres del Palmaj. 
La mayoría de los aviones pertenecían a la empresa Aviron, la unidad también incluía a los pilotos del Palavir. 
Su función principal era recopilar información de inteligencia militar y transportar suministros a los asentamientos aislados.
Los aviones iban normalmente desarmados, aunque el piloto solía estar equipado con un arma de fuego para su protección personal. 
El 17 de diciembre de 1947, en un avión RWD-13, el piloto Pinchas Ben Porat recibió la orden de llevar a un médico al asentamiento de Beit Eshel.
La Agencia Judía compró 20 aviones Auster Autocrat que estaban abandonados en el aeropuerto de Tel Nof, los aviones fueron desmantelados y trasladados por la noche, durante los días 21 y 22 de enero de 1948 hasta Sarona, Tel Aviv, en Sarona fueron reparados 15 aviones y el resto se utilizó para obtener piezas de repuesto. 
Inicialmente se formó un escuadrón basado en el Aeropuerto Sde Dov, posteriormente, fue formado un nuevo escuadrón a principios de marzo de 1948, esta vez en la región de Galilea. 
El 28 de mayo de 1948, el servicio aéreo fue absorbido por la Fuerza Aérea Israelí, integrada a su vez en las Fuerzas de Defensa de Israel (FDI). Después del establecimiento de las FDI y la disolución del servicio aéreo, el 28 de mayo de 1948, los pilotos de la unidad se unieron a la Fuerza Aérea de Israel.
La mayor parte de los pilotos de la unidad se retiraron y se dedicaron a otras actividades en la vida civil, mientras que el resto sirvieron en la fuerza aérea, y después de su servicio en las fuerzas armadas, algunos sirvieron como pilotos civiles en algunas líneas aéreas.

## Fundación

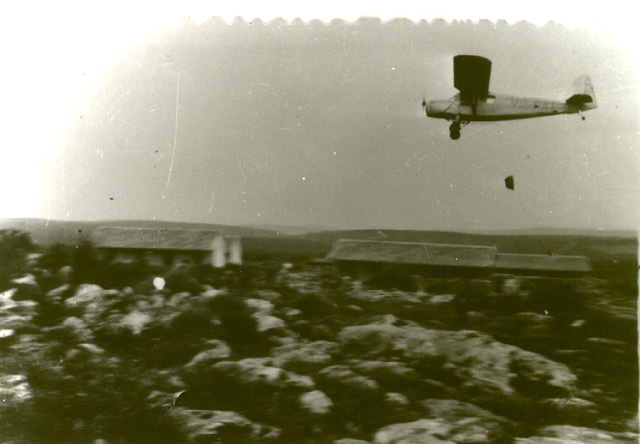
Aeroplano RWD-13 lanzando suministros sobre el kibutz Yehiam, enero de 1948.

El Sherut Avir se fundó el 10 de noviembre de 1947, antes de la aprobación del plan de partición de la ONU, el 29 de noviembre de 1947, que proponía la división de Palestina en un estado judío y un estado árabe.
Los líderes de la Haganá sacaron a la rama aérea del Palmaj, el Palavir, de su escondite, reconociendo la necesidad de tener una fuerza aérea si se establecía un estado judío. 
El Sherut Avir debía construirse casi desde cero, su fuerza inicial en comparación con las fuerzas aéreas de otros países era bastante insignificante, en el momento de la declaración de estado de Israel en mayo de 1948, el Sherut Avir tenía solo 25 aviones, la mayoría de ellos procedían de Aviron, la primera aerolínea judía de Palestina, establecida en 1936, si bien Aviron no formaba parte de la Haganá, habían trabajado en estrecha colaboración en misiones médicas, de enlace y reconocimiento militar. 
El segundo problema que enfrentó el Sherut Avir, fue la falta de aviadores capacitados y personal de tierra, solamente un puñado de mecánicos, ingenieros, pilotos, veteranos de la Real Fuerza Aérea Británica y personal del sindicato hebreo Histadrut, se unieron a las filas del servicio aéreo. Cuando entre finales de 1947 y mediados de 1948, aumentaron las tensiones entre los árabes e israelíes, la compañía Aviron transfirió todos sus aviones al servicio aéreo.

## Operaciones
El Sherut Avir estableció su sede en la calle Montefiore de Tel Aviv y comenzó sus operaciones aéreas en el Aeropuerto Sde Dov.

## Aeronaves
| Aeronave                          | Fotografía | Origen         | Tipo                             | Fabricante                    |
| --------------------------------- | ---------- | -------------- | -------------------------------- | ----------------------------- |
| Auster Autocrat                   |            | Reino Unido    | Monoplano                        | Auster Aircraft               |
| Taylorcraft Auster                |            | Reino Unido    | Avión de enlace                  | Auster Aircraft               |
| De Havilland D.H.89 Dragon Rapide |            | Reino Unido    | Avión comercial                  | de Havilland Aircraft Company |
| De Havilland DH.82 Tiger Moth     |            | Reino Unido    | Avión de entrenamientoBiplano    | de Havilland Aircraft Company |
| RWD-8                             |            | Polonia        | Avión de entrenamientoMonoplano  | RWD                           |
| RWD-13                            |            | Polonia        | Monoplano                        | RWD                           |
| RWD-15                            |            | Polonia        | Monoplano                        | RWD                           |
| Noorduyn Norseman                 |            | Canadá         | Aviación generalAvión utilitario | Noorduyn                      |
| Piper PA-18 Super Cub             |            | Estados Unidos | Monoplano                        | Piper Aircraft                |
| Fairchild 24                      |            | Estados Unidos | MonoplanoSTOL                    | Fairchild Aircraft            |
| Taylorcraft B                     |            | Estados Unidos | Aviación generalMonoplano        | Taylorcraft Aircraft          |